# Holzwickede
Holzwickede (niederdeutsch: Hol(t)wicker) ist eine westfälische kreisangehörige Gemeinde des Kreises Unna am östlichen Rand des Ruhrgebiets im Regierungsbezirk Arnsberg in Nordrhein-Westfalen.

## Geografie

### Räumliche Lage
Das Gemeindegebiet von Holzwickede wird im Norden durch den Dortmunder Rücken an der alten Bundesstraße 1 und dem Flughafen Dortmund und im Süden von der Ruhr begrenzt. Westlich bilden das südöstliche Dortmund und Schwerte die Grenze, und im Osten von Holzwickede befinden sich Unna und die westlichen Ortsteile von Fröndenberg/Ruhr.
Durch das Gemeindegebiet verläuft der Höhenzug des Ardeygebirges.
Die Emscher hat ihre Quelle in Holzwickede.
Der tiefste Punkt des Gemeindegebietes liegt im Nordosten, wo der Holzwickeder Bach das Gemeindegebiet verlässt. Der höchste Punkt trägt eine Funkanlage der Bundeswehr und liegt auf dem westlichen Teil des Ardeys in Hengsen.

### Ortsteile

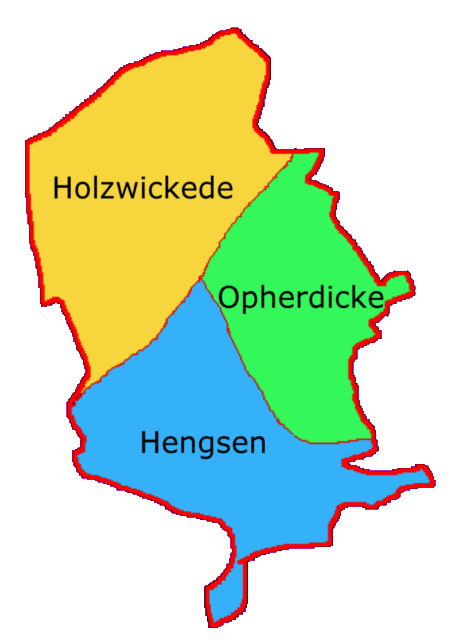
Lage der Ortsteile

Die Ortsteile Hengsen (8,03 km²) und Opherdicke (gesprochen: Op-Hérdicke, 4,62 km²) bilden den südlichen Teil der Gemeinde, der alte Ort Holzwickede (9,76 km²) den nördlichen Teil.
Die Ortskerne von Hengsen und Opherdicke liegen auf dem Haarstrang (Herdicker Haar). Das Hengser Ortsgebiet reicht im Süden bis zur Ruhr, Opherdicke reicht ebenfalls fast bis an die Ruhr. Ein großer Teil dieser Ortsgebiete wird durch einen Standortübungsplatz der Bundeswehr belegt.
Der alte Ort Holzwickede setzt sich aus den Teilen „Altes Dorf“ (das ursprüngliche Holzwickede), Dudenroth, Rausingen und Natorp zusammen und liegt zwischen den Höhenzügen des Ardeygebirges und dem Dortmunder Rücken in der Emscherniederung. Bis zum 31. Juli 1929 gehörte ein westlicher Streifen Rausingens zu Sölde, dessen übriges Gemeindegebiet zum gleichen Zeitpunkt nach Dortmund eingemeindet wurde.
Neben diesen Ortsteilen gibt es weitere Siedlungsgebietsnamen: Keller, Brauck, Ostendorf, Alte Kolonie, Hohenleuchte.

### Nachbargemeinden
Die folgenden Städte haben eine gemeinsame Grenze mit Holzwickede (von Norden im Uhrzeigersinn):
Dortmund, Unna, Fröndenberg/Ruhr, Iserlohn, Schwerte

## Geschichte
Die Geschichte Holzwickedes ist naturgemäß eng mit der Geschichte der Umgebung verbunden, daher ist zur Holzwickeder Geschichte auch die Geschichte des Ruhrgebiets lesenswert.
Das Gebiet der späteren Gemeinde Holzwickede war schon in der Jungsteinzeit (5000–2000 v. Chr.) besiedelt. Das belegen Funde wie zum Beispiel ein geschliffener Pflugkeil, der im Ortsteil Hengsen gefunden wurde und heute (2004) im Museum für Kunst und Kulturgeschichte in Dortmund aufbewahrt wird.
Etwa um die Zeitenwende besetzten römische Truppen neben anderen strategisch wichtigen Punkten zwischen Ruhr und Lippe auch die Landskrone in Holzwickede. Zwischen 300 und 400 n. Chr. haben der Sage nach die Nibelungen den Römerweg auf der Höhe des Ardeygebirges (durch Hengsen und Opherdicke) auf ihrem Zug nach Soest benutzt.

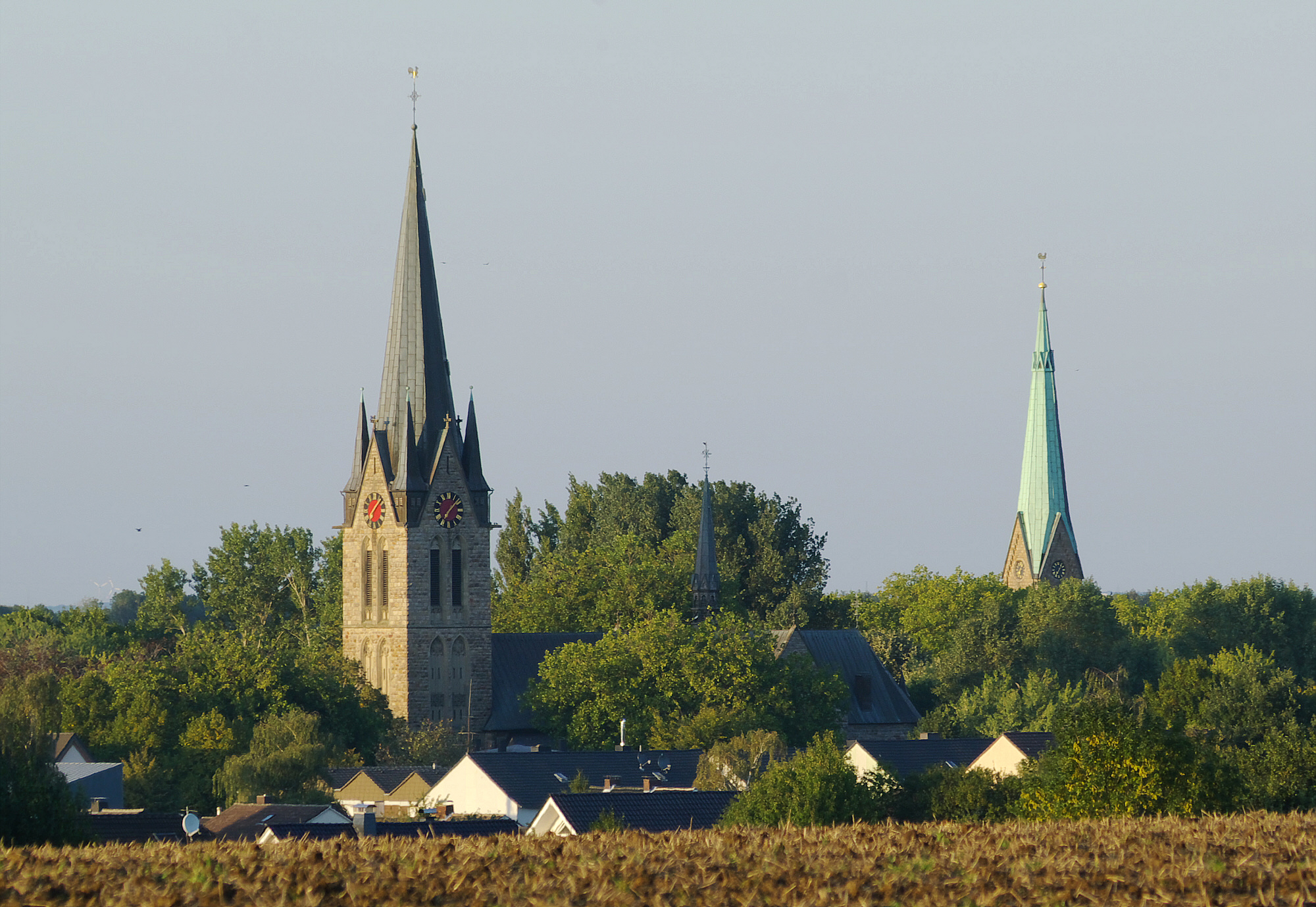
Blick auf die Kirchtürme in Holzwickede

Über den Kamm des Ardeygebirges führte etwa ab dem Hochmittelalter auch ein Abschnitt des berühmten Jakobswegs nach Santiago de Compostela. Die Pilger kamen vom Hellweg in Unna aus auf den sogenannten kleinen Hellweg zwischen Opherdicke und Ostendorf. Von hier aus ging es durch Opherdicke und Hengsen nach Breckerfeld, wo sich die Pilger zur Weiterreise in größeren Gruppen gesammelt haben. In Hengsen soll zu der Zeit auch eine Kapelle mit einer Statue des Jakobus gestanden haben.
Die erste bekannte urkundliche Erwähnung findet sich 1100 für Opherdicke in einem Besitzverzeichnis und 1150 für Hengsen (als Hegeninchusen) in Urkunden des Klosters Werden (bei Essen). 1176 wird ein Schloss in Opherdicke erstmals erwähnt.
Die ersten Kohlefunde sind für 1575 in Opherdicke nachgewiesen. Holzwickedes Bergbaugeschichte währt bis zum 31. Mai 1951, als die Zeche Caroline endgültig stillgelegt wird und fast 500 Bergleute ihre Arbeit verlieren (bzw. teilweise auf andere Schachtanlagen verlegt werden).
Im Jahre 1825 schlossen sich die vier Bauerschaften Dudenroth, Rausingen, Holzwickede und Natorp offiziell zur Gemeinde (dem heutigen Ortsteil) Holzwickede zusammen. 1929 wurde Holzwickede im Rahmen der kommunalen Neuordnung in der preußischen Provinz Westfalen um einen Teil von Sölde erweitert. Dazu gehörte vor allem das Gelände der Zeche Freiberg (heute V.W. Werke Vincenz Wiederholt). In der heutigen Form entstand Holzwickede erst durch die kommunale Neuordnung 1968, als die bis dahin selbständigen Gemeinden Hengsen, Holzwickede und Opherdicke zu einer Großgemeinde zusammengeführt wurden.
Am 15. Dezember 1860 wurde Holzwickede Bahnstation an der Eisenbahnstrecke Dortmund – Soest. Die Strecke wurde von 1853 bis 1855 gebaut, in Holzwickede hielten die Züge zunächst aber nicht. Ein Jahr nach dem Bahnhof erhielt Holzwickede 1861 das erste Postamt. 1867 wurde Holzwickede durch die Inbetriebnahme einer weiteren Bahnstrecke von Hengstey über Schwerte nach Holzwickede ein überregional bedeutsamer Eisenbahnknotenpunkt mit einem heute fast vollständig abgebrochenen Rangierbahnhof. Auch die Eisenbahnstrecke von Schwerte an der Ruhr entlang nach Warburg führt durch Holzwickeder Gebiet; das heutige Naturschutzgebiet Bahnwald beheimatete früher den östlichen Teil des an dieser Strecke gelegenen und bereits vollständig abgebrochenen Rangierbahnhofes Geisecke (Ruhr). Der Anschluss der privaten Haushalte und der Holzwickeder Straßenbeleuchtung an das öffentliche Stromnetz erfolgte 1907, der Anschluss an die öffentliche Wasserversorgung ebenfalls Anfang des 20. Jahrhunderts.

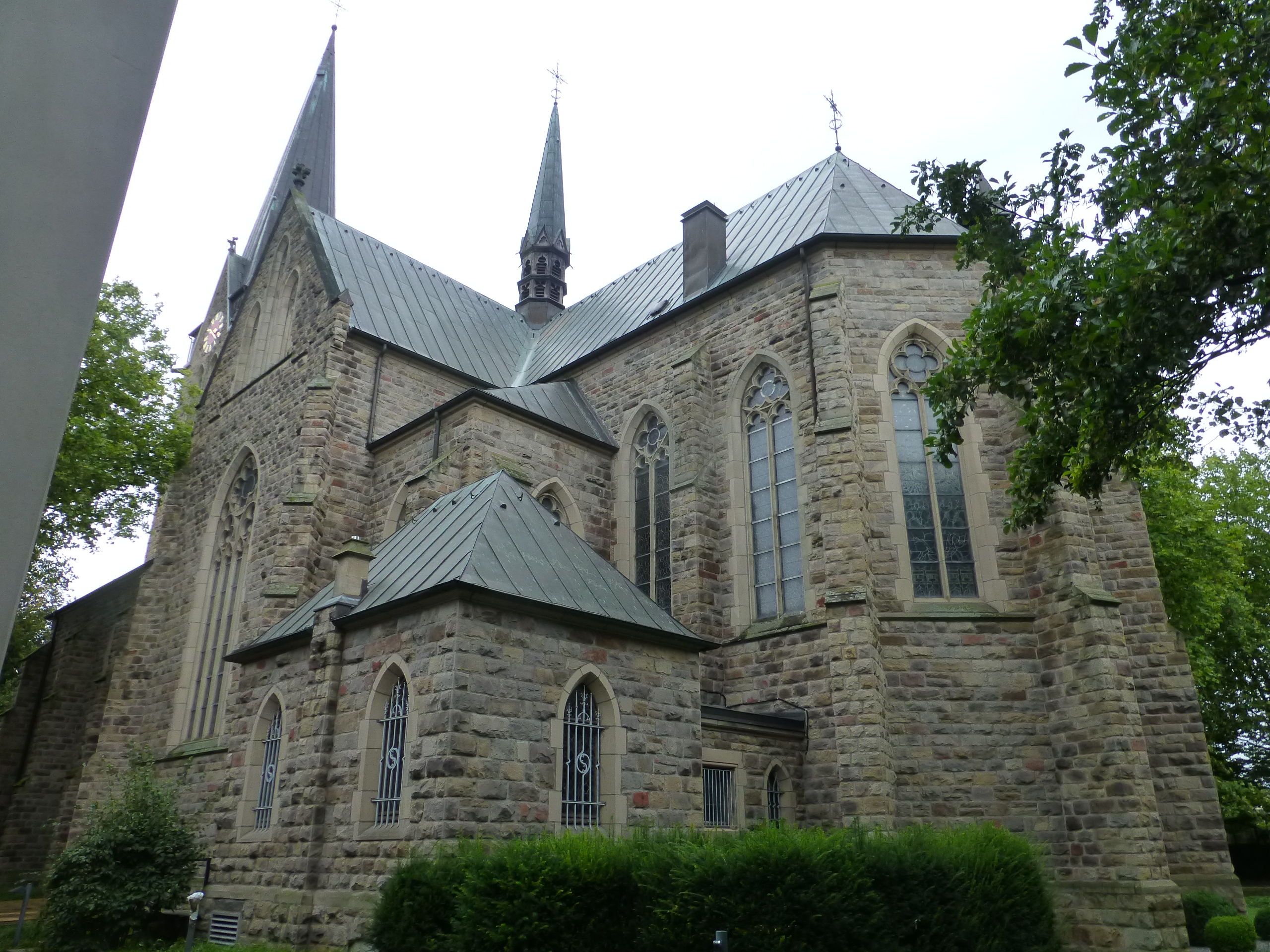
Katholische Pfarrkirche von 1904 im neugotischen Baustil, 1991 und 1993 umfassende Innenrenovierung

Im Frühjahr 1966 wurden in Opherdicke Flugabwehrraketen des Flugabwehrraketenbataillons 21 der Bundeswehr stationiert. Für dieses Waffensystem waren auch Nuklearsprengköpfe vorhanden. Sie standen unter Bewachung des 66th US Army Artillery Detachment (66th USAAD). Die Stationierung fand nicht den ungeteilten Beifall der Holzwickeder Bevölkerung. 1987 wurde das Nike-Herkules Waffensystem durch das mobile Flugabwehr-Raketensystem Patriot ersetzt. 2004 wurde der Standort aufgelöst.
Im Jahr 1987 hatte die Gemeinde Holzwickede 15.878 Einwohner.

### Eingemeindungen
Am 1. August 1929 wurde Holzwickede um einen Teil der aufgelösten Gemeinde Sölde (östliches Rausingen) erweitert. Am 1. Januar 1968 wurden Hengsen und Opherdicke eingemeindet.

### Ritter- und Adelsgüter
Auf dem Gebiet der heutigen Gemeinde Holzwickede befanden sich folgende Herrensitze: Haus Opherdicke in Opherdicke, Haus Dudenroth in Holzwickede, Haus Ruhr/Lappenhausen, Haus Vierbecke, Rittergut Hegeninghusen und Haus Linscheid in Hengsen.
Erhalten ist von diesen Gütern einzig Haus Opherdicke. Vom Haus Ruhr existiert noch ein Mauerfragment im Wald an der Ruhr, Haus Dudenroth wurde im 20. Jahrhundert abgerissen und von Haus Vierbecke sind nur noch die Gräften auf dem Gelände des Standortübungsplatzes zu erahnen.

### Geschichte Hengsens
Nach Inkrafttreten der Landgemeindeordnung für die Provinz Westfalen (am 31. Oktober 1843) gab es in Hengsen bis zum Zusammenschluss 1968 folgende Gemeindevorsteher / Bürgermeister:
- 1844–1850: Strenge (Landwirt)
- 1850–1851: Schulte-Hengsen (Landwirt)
- 1851–1854: Flunkert (Landwirt)
- 1854–1859: Fiene (Landwirt)
- 1859–1871: Wilhelm Westermann (Landwirt)
- 1871–1887: Friedrich Schulte-Hengsen († 1887, Landwirt)
- 1887–1893: Wilhelm Westermann (Landwirt)
- 1893–1917: Heinrich Kissing (Schmied)
- 1917–1923: Karl Schulze-Braucks
- 1923–1924: Wilhelm Riedel
- 1924–1929: Hugo Strenge (Landwirt)
- 1929–1933: Wilhelm Adrian (Bergmann, SPD)
- 1933–1933: Wilhelm Riedel (Berginvalide, von NSDAP ernannt)
- 1933–1939: Fritz König (NSDAP)
- 1939–1945: Wilhelm Riedel
- 1945–1945: Rabe (NSDAP)
- 1945–1958: Ludwig Adrian († 1958)
- 1958–1963: Gustav Brauckmann (SPD)
- 1963–1968: Heinrich Beining (SPD)

### Geschichte Holzwickedes
Nach Inkrafttreten der Landgemeindeordnung für die Provinz Westfalen (am 31. Oktober 1843) gab es in Holzwickede bis zum Zusammenschluss 1968 folgende Gemeindevorsteher / Bürgermeister:
- 1843–1850: Middelschulte (Landwirt)
- 1850–1859: Friedrich Stehfen (Landwirt)
- 1859–1881: Gottfried Hiddemann (1812–1893; Landwirt)
- 1881–1893: Wilhelm Barenbräucker (Landwirt)
- 1893–1911: Ludwig Büddemann (Landwirt)
- 1911–1914: Wilhelm Schröer (Landwirt)
- 1914–1924: Karl Luicke (Kaufmann)
- 1924–1929: Theodor Rieke (Kaufmann)
- 1929–1931: Karl Luicke
- 1931–1933: Theodor Rieke
- 1933–1939: Friedrich Wilhelm Spring (1895–1970; Gutsbesitzer, NSDAP)
- 1939–1941: Paul Geldmacher (als Stellvertreter, NSDAP)
- 1941–1945: Wellemeyer (als Stellvertreter, NSDAP)
- 1945–1946: Josef Kiel (ernannt von britischer Besatzung, SPD)
- 1946–1968: Erwin Heller (SPD)

### Geschichte Opherdickes
Nach Inkrafttreten der Landgemeindeordnung für die Provinz Westfalen am 31. Oktober 1843 gab es in Opherdicke bis zum Zusammenschluss 1968 folgende Gemeindevorsteher/Bürgermeister:
- 1843–18??: Die ersten Gemeindevorsteher sind nicht bekannt, aufgrund der sichtbaren Praxis ab 1888 hatte das Amt vermutlich der jeweilige Hausherr auf Haus Opherdicke inne
- 18??–1888: Hermann von Lilien († 1888)
- 1888–1906: Franz Kaspar von Lilien († 1906)
- 1906–1921: Karl Saatmann (Landwirt)
- 1921–1935: Theodor Regenbogen (Rücktritt 1935)
- 1935–1945: Josef Höber (NSDAP)
- 1945–1948: Theodor Regenbogen
- 1948–1956: Fritz Kötter (Landwirt)
- 1956–1968: Josef Wortmann (CDU)

## Demographie

### Einwohnerstatistik
Nach den statistischen Daten des Demographie-, des Integrations- sowie des Sozialberichts, welche von Wegweiser-Kommune veröffentlicht wurden, ergeben sich für Holzwickede folgende Werte:
- Bevölkerungsanteil der unter 18-Jährigen: 16,1 % (Stand: 2022)
- Bevölkerungsanteil der mindestens 65-Jährigen: 25,2 % (Stand: 2022)
- Ausländeranteil: 10,2 % (Stand: 2022)
- Arbeitslosenanteil (im Verhältnis zu den sozialversicherungspflichtig Beschäftigten): 5,9 % (Stand: 2022)

Die neueste Prognose von IT.NRW sagt einen Rückgang der Bevölkerung von 2021 bis 2050 um fast 10 Prozent voraus.

### Konfessionsstatistik
Gemäß dem Zensus 2011 waren 42,3 % der Einwohner evangelisch, 30,2 % römisch-katholisch und 27,5 % waren konfessionslos, gehörten einer anderen Glaubensgemeinschaft an oder machten keine Angabe. Die Zahl der Katholiken und vor allem die der Protestanten ist seitdem gesunken. Nach der Gemeindestatistik waren (Stand 31. Dezember 2018) 37,1 % (6.449) evangelisch, 28,7 % (4.978) katholisch und 35,2 % (5.942 Personen) waren Gemeinschaftslos bzw. ohne Angaben.

## Politik und Verwaltung

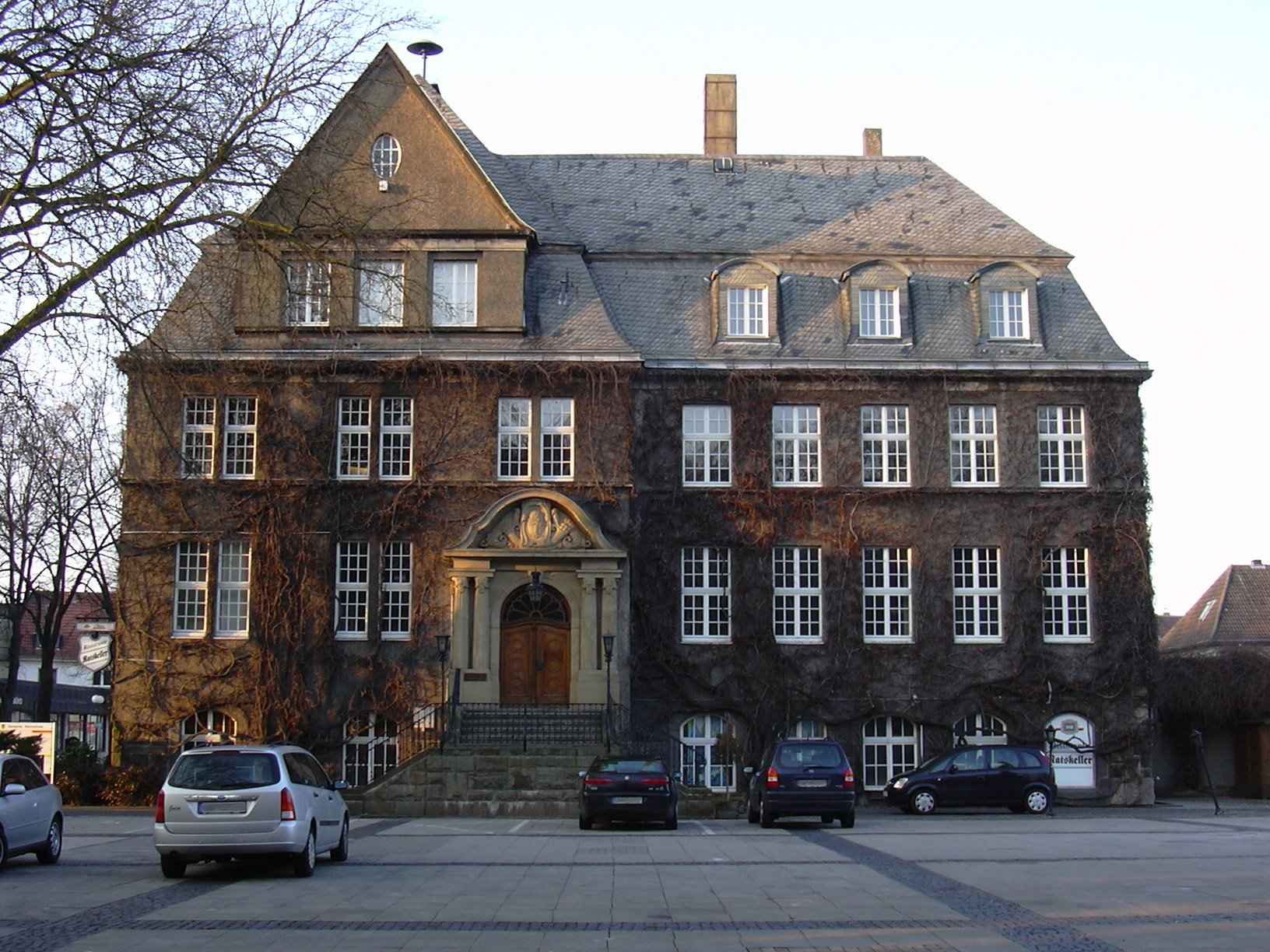
Rathaus Holzwickede im Februar 2006

### Ergebnisse der Kommunalwahlen 2020 in Holzwickede
Die Sitze im Stadtrat verteilen sich nach dem Ergebnis der Kommunalwahl 2020 folgendermaßen auf die einzelnen Parteien:
| Partei | Stimmen | % (2020) | % (2014) | +/− | Sitze (2020) | Sitze (2014) | +/− |
| --- | --- | --- | --- | --- | --- | --- | --- |
| SPD | 2.098 | 26,6 % | 35,0 % | −8,4 % | 09 | 14 | −5 |
| CDU | 1.849 | 23,4 % | 22,6 % | +0,8 % | 07 | 09 | −2 |
| Bürgerblock | 1.689 | 21,4 % | 19,2 % | +2,2 % | 07 | 08 | −1 |
| Bündnis 90/Die Grünen | 1.256 | 15,9 % | 12,5 % | +3,4 % | 05 | 05 | ±0 |
| FDP | 0.610 | 07,7 % | 10,7 % | −3,0 % | 02 | 04 | −2 |
| Die PARTEI | 0.397 | 05,0 % | 00,0 % | +5,0 % | 02 | 0 | +2 |
| Gültige Stimmen | 7.899 | | | | | | |
| Ungültige Stimmen | 0.164 | | | | | | |
| Stimmen Insgesamt | 8.063 | | | | 32 | 40 | −8 |
| Wahlberechtigte Insgesamt | 14.4020 | 56,0 % | 55,6 % | +0,4 % | | | |
| Sitzverteilung Ratswahl 13.09.2020 HolzwickedeInsgesamt 32 Sitze - SPD: 9 - PARTEI: 2 - Grüne: 5 - CDU: 7 - FDP: 2 - Sonst.: 7 Sonstige: (7 Sitze) > „BB“ = 7 Sitze | Sitzverteilung Ratswahl 13.09.2020 HolzwickedeInsgesamt 32 Sitze - SPD: 9 - PARTEI: 2 - Grüne: 5 - CDU: 7 - FDP: 2 - Sonst.: 7 Sonstige: (7 Sitze) > „BB“ = 7 Sitze | Sitzverteilung Ratswahl 13.09.2020 HolzwickedeInsgesamt 32 Sitze - SPD: 9 - PARTEI: 2 - Grüne: 5 - CDU: 7 - FDP: 2 - Sonst.: 7 Sonstige: (7 Sitze) > „BB“ = 7 Sitze | Ratswahl 13.09.2020 HolzwickedeWahlbeteiligung von 56,0 % 3020100 26,6 %23,4 %21,4 %15,9 %7,7 %5,0 % SPDCDUBBcGrüneFDPPARTEIGewinne und Verlusteim Vergleich zu 2014 %p 6 4 2 0 −2 −4 −6 −8−10−8,4 %p+0,8 %p+2,2 %p+3,4 %p−3,0 %p+5,0 %pSPDCDUBBGrüneFDPPARTEIAnmerkungen:c Bürgerblock | Ratswahl 13.09.2020 HolzwickedeWahlbeteiligung von 56,0 % 3020100 26,6 %23,4 %21,4 %15,9 %7,7 %5,0 % SPDCDUBBcGrüneFDPPARTEIGewinne und Verlusteim Vergleich zu 2014 %p 6 4 2 0 −2 −4 −6 −8−10−8,4 %p+0,8 %p+2,2 %p+3,4 %p−3,0 %p+5,0 %pSPDCDUBBGrüneFDPPARTEIAnmerkungen:c Bürgerblock | Ratswahl 13.09.2020 HolzwickedeWahlbeteiligung von 56,0 % 3020100 26,6 %23,4 %21,4 %15,9 %7,7 %5,0 % SPDCDUBBcGrüneFDPPARTEIGewinne und Verlusteim Vergleich zu 2014 %p 6 4 2 0 −2 −4 −6 −8−10−8,4 %p+0,8 %p+2,2 %p+3,4 %p−3,0 %p+5,0 %pSPDCDUBBGrüneFDPPARTEIAnmerkungen:c Bürgerblock | Ratswahl 13.09.2020 HolzwickedeWahlbeteiligung von 56,0 % 3020100 26,6 %23,4 %21,4 %15,9 %7,7 %5,0 % SPDCDUBBcGrüneFDPPARTEIGewinne und Verlusteim Vergleich zu 2014 %p 6 4 2 0 −2 −4 −6 −8−10−8,4 %p+0,8 %p+2,2 %p+3,4 %p−3,0 %p+5,0 %pSPDCDUBBGrüneFDPPARTEIAnmerkungen:c Bürgerblock | Ratswahl 13.09.2020 HolzwickedeWahlbeteiligung von 56,0 % 3020100 26,6 %23,4 %21,4 %15,9 %7,7 %5,0 % SPDCDUBBcGrüneFDPPARTEIGewinne und Verlusteim Vergleich zu 2014 %p 6 4 2 0 −2 −4 −6 −8−10−8,4 %p+0,8 %p+2,2 %p+3,4 %p−3,0 %p+5,0 %pSPDCDUBBGrüneFDPPARTEIAnmerkungen:c Bürgerblock |

| Partei                    | Kandidat                  | Stimmen | % (2020) | Bürgermeisterwahl 13.09.2020 HolzwickedeWahlbeteiligung von 56,1 % 50403020100 43,2 %26,9 %17,4 %12,6 % BBaSPDbCDUcGrünedAnmerkungen:a Drossel, Ulrikeb Wehlack, Peterc Lausmann, Frankd Werbinsky, Susanne |
| Bürgerblock               | Drossel, Ulrike           | 3.433   | 43,2 %   | Bürgermeisterwahl 13.09.2020 HolzwickedeWahlbeteiligung von 56,1 % 50403020100 43,2 %26,9 %17,4 %12,6 % BBaSPDbCDUcGrünedAnmerkungen:a Drossel, Ulrikeb Wehlack, Peterc Lausmann, Frankd Werbinsky, Susanne |
| SPD                       | Wehlack, Peter            | 2.135   | 26,9 %   | Bürgermeisterwahl 13.09.2020 HolzwickedeWahlbeteiligung von 56,1 % 50403020100 43,2 %26,9 %17,4 %12,6 % BBaSPDbCDUcGrünedAnmerkungen:a Drossel, Ulrikeb Wehlack, Peterc Lausmann, Frankd Werbinsky, Susanne |
| CDU                       | Lausmann, Frank           | 1.381   | 17,4 %   | Bürgermeisterwahl 13.09.2020 HolzwickedeWahlbeteiligung von 56,1 % 50403020100 43,2 %26,9 %17,4 %12,6 % BBaSPDbCDUcGrünedAnmerkungen:a Drossel, Ulrikeb Wehlack, Peterc Lausmann, Frankd Werbinsky, Susanne |
| Bündnis 90/Die Grünen     | Werbinsky, Susanne        | 0.999   | 12,6 %   | Bürgermeisterwahl 13.09.2020 HolzwickedeWahlbeteiligung von 56,1 % 50403020100 43,2 %26,9 %17,4 %12,6 % BBaSPDbCDUcGrünedAnmerkungen:a Drossel, Ulrikeb Wehlack, Peterc Lausmann, Frankd Werbinsky, Susanne |
| Gültige Stimmen           | Gültige Stimmen           | 7.948   |          | Bürgermeisterwahl 13.09.2020 HolzwickedeWahlbeteiligung von 56,1 % 50403020100 43,2 %26,9 %17,4 %12,6 % BBaSPDbCDUcGrünedAnmerkungen:a Drossel, Ulrikeb Wehlack, Peterc Lausmann, Frankd Werbinsky, Susanne |
| Ungültige Stimmen         | Ungültige Stimmen         | 0.128   |          | Bürgermeisterwahl 13.09.2020 HolzwickedeWahlbeteiligung von 56,1 % 50403020100 43,2 %26,9 %17,4 %12,6 % BBaSPDbCDUcGrünedAnmerkungen:a Drossel, Ulrikeb Wehlack, Peterc Lausmann, Frankd Werbinsky, Susanne |
| Stimmen Insgesamt         | Stimmen Insgesamt         | 8.076   |          | Bürgermeisterwahl 13.09.2020 HolzwickedeWahlbeteiligung von 56,1 % 50403020100 43,2 %26,9 %17,4 %12,6 % BBaSPDbCDUcGrünedAnmerkungen:a Drossel, Ulrikeb Wehlack, Peterc Lausmann, Frankd Werbinsky, Susanne |
| Wahlberechtigte Insgesamt | Wahlberechtigte Insgesamt | 14.4020 | 56,1 %   | Bürgermeisterwahl 13.09.2020 HolzwickedeWahlbeteiligung von 56,1 % 50403020100 43,2 %26,9 %17,4 %12,6 % BBaSPDbCDUcGrünedAnmerkungen:a Drossel, Ulrikeb Wehlack, Peterc Lausmann, Frankd Werbinsky, Susanne |

| Partei                    | Kandidat                  | Stimmen | % (2020) | Bürgermeisterstichwahl 27.09.2020 HolzwickedeWahlbeteiligung von 41,7 % 706050403020100 62,3 %37,7 % BBaSPDbAnmerkungen:a Drossel, Ulrikeb Wehlack, Peter |
| Bürgerblock               | Drossel, Ulrike           | 3.710   | 62,3 %   | Bürgermeisterstichwahl 27.09.2020 HolzwickedeWahlbeteiligung von 41,7 % 706050403020100 62,3 %37,7 % BBaSPDbAnmerkungen:a Drossel, Ulrikeb Wehlack, Peter |
| SPD                       | Wehlack, Peter            | 2.246   | 37,7 %   | Bürgermeisterstichwahl 27.09.2020 HolzwickedeWahlbeteiligung von 41,7 % 706050403020100 62,3 %37,7 % BBaSPDbAnmerkungen:a Drossel, Ulrikeb Wehlack, Peter |
| Gültige Stimmen           | Gültige Stimmen           | 5.956   |          | Bürgermeisterstichwahl 27.09.2020 HolzwickedeWahlbeteiligung von 41,7 % 706050403020100 62,3 %37,7 % BBaSPDbAnmerkungen:a Drossel, Ulrikeb Wehlack, Peter |
| Ungültige Stimmen         | Ungültige Stimmen         | 0.039   |          | Bürgermeisterstichwahl 27.09.2020 HolzwickedeWahlbeteiligung von 41,7 % 706050403020100 62,3 %37,7 % BBaSPDbAnmerkungen:a Drossel, Ulrikeb Wehlack, Peter |
| Stimmen Insgesamt         | Stimmen Insgesamt         | 5.995   |          | Bürgermeisterstichwahl 27.09.2020 HolzwickedeWahlbeteiligung von 41,7 % 706050403020100 62,3 %37,7 % BBaSPDbAnmerkungen:a Drossel, Ulrikeb Wehlack, Peter |
| Wahlberechtigte Insgesamt | Wahlberechtigte Insgesamt | 14.3750 | 41,7 %   | Bürgermeisterstichwahl 27.09.2020 HolzwickedeWahlbeteiligung von 41,7 % 706050403020100 62,3 %37,7 % BBaSPDbAnmerkungen:a Drossel, Ulrikeb Wehlack, Peter |

### Gemeinderat
Der Rat der Gemeinde besteht aus 40 Ratsmitgliedern. Seit der Kommunalwahl am 25. Mai 2014 mit einer Wahlbeteiligung von 55,61 % bestehen fünf Fraktionen, die von vier Parteien und einer Wählervereinigung gebildet werden. Die jeweilige Sitzverteilung nach den vergangenen Wahlen zeigt die folgende Tabelle.
| Sitzverteilung im Gemeinderat | Sitzverteilung im Gemeinderat | Sitzverteilung im Gemeinderat | Sitzverteilung im Gemeinderat | Sitzverteilung im Gemeinderat | Sitzverteilung im Gemeinderat | Sitzverteilung im Gemeinderat | Sitzverteilung im Gemeinderat |
|                               | SPD                           | CDU                           | Bürgerblock                   | FDP                           | Grüne                         | jungeliste                    | PARTEI                        |
| ----------------------------- | ----------------------------- | ----------------------------- | ----------------------------- | ----------------------------- | ----------------------------- | ----------------------------- | ----------------------------- |
| 1999                          | 12                            | 10 (9)*                       | 4                             | 2                             | 2                             | 2 (3)*                        | –                             |
| 2004                          | 16                            | 10                            | 6                             | 3                             | 3                             | 2                             | –                             |
| 2009                          | 16                            | 08                            | 5                             | 5                             | 4                             | 2                             | –                             |
| 2014                          | 14                            | 09                            | 8                             | 4                             | 5                             | –                             | –                             |
| 2020                          | 09                            | 07                            | 7                             | 2                             | 5                             | –                             | 2                             |

(*) Timon Becker, ehemaliges CDU-Mitglied, wechselte 1999 zur Fraktion der jungeliste
| Ergebnisse der Kommunalwahlen ab 1975 (Stimmenanteile in %) |      |      |      |        |      |     |      |        |
| Jahr                                                        | SPD  | CDU  | BBL1 | Grüne2 | FDP  | JL  | WG   | PARTEI |
| 1975                                                        | 44,7 | 35,6 |      |        | 07,1 |     | 12,7 |        |
| 1979                                                        | 49,3 | 34,7 |      |        | 07,9 |     | 08,1 |        |
| 319843                                                      | 53,8 | 36,4 |      |        | 07,3 |     |      |        |
| 1989                                                        | 49,0 | 29,2 | 11,9 |        | 09,8 |     |      |        |
| 1994                                                        | 41,9 | 32,7 | 12,2 | 08,2   | 04,9 |     |      |        |
| 1999                                                        | 38,3 | 30,7 | 12,2 | 04,5   | 07,3 | 7,0 |      |        |
| 2004                                                        | 40,9 | 24,5 | 15,2 | 06,6   | 07,5 | 5,3 |      |        |
| 2009                                                        | 40,2 | 21,4 | 12,1 | 10,2   | 12,0 | 4,0 |      |        |
| 2014                                                        | 35,0 | 22,6 | 19,2 | 12,5   | 10,7 |     |      |        |
| [00]2020                                                    | 26,6 | 23,4 | 21,4 | 15,9   | 07,7 |     |      | 5,0    |

In der obigen Liste werden nur Parteien und Wählergemeinschaften aufgeführt, die mindestens 1,95 Prozent der Stimmen bei der jeweiligen Wahl erhalten haben.
1 BBL (Bürgerblock): 1994: HBB, 1999 und 2004: BBL, 2009: BBLH

2 Grüne: B’90/Grüne

3 1984: zusätzlich: Einzelbewerber: 2,5 %

### Bürgermeister
Der letzte eigene Bürgermeister von Hengsen war Heinrich Beining, der letzte Opherdicker Bürgermeister war Josef Wortmann. Derzeitige Bürgermeisterin ist seit 2015 Ulrike Drossel (BBL). Sie wurde im September 2020 mit 62,29 Prozent der Stimmen wiedergewählt. Ihr Mitbewerber Peter Wehlack (SPD) erhielt 37,71 Prozent.

#### Die Liste der Holzwickeder Bürgermeister seit 1950
- 1950–1967: Erwin Heller (WG), letzter Bürgermeister Holzwickedes vor der Zusammenlegung mit Hengsen und Opherdicke
- 1967–1968: Walter Adelt (SPD) († 2015)[23] (ernannt bis zur ersten Bürgermeisterwahl der neuen Gemeinde)
- 1968–1969: Erwin Heller (WG)
- 1969–1975: Josef Wortmann († 2010)
- 1975–1989: Heinrich Schürhoff
- 1989–1999: Margret Mader (SPD) (1942–2020)
- 1999–2015: Jenz Rother (SPD) (1945–2021)
- 2015–2015: Ulrike Drossel (BBL)

### Wappen, Banner und Flagge
| Wappen der Gemeinde Holzwickede, Kreis Unna | Blasonierung: „In Gold (Gelb) über einem dreireihigen von Rot und Silber (Weiß) geschachten Schildfuß ein grüner Eichbaum.“ |
| Wappen der Gemeinde Holzwickede, Kreis Unna | Wappenbegründung: Das Wappen wurde zuletzt am 7. Oktober 1971 zusammen mit dem Siegel, der Flagge und dem Banner vom Regierungspräsidenten in Arnsberg verliehen. Es war erstmals am 23. Mai 1938 vom Oberpräsidenten der Provinz Westfalen verliehen worden. Die Eiche stellt den 'Hilgenbaum' dar, das Wahrzeichen der Gemeinde, welcher bis 1902 in Holzwickede an einer Kreuzung von vier Straßen gestanden hatte. Er fand schon 1936 in dem bis 1936 gebrauchten Bildsiegel der Gemeinde Verwendung. Der Schachbalken wie auch die goldene Tingierung des Schildes weisen auf die ehemaligen Landesherren, die Grafen von der Mark hin. Das Banner ist von Rot und Weiß gespalten mit dem Wappen oberhalb der Mitte. Die Hissflagge ist von Rot und Weiß geteilt mit dem Wappen in der Mitte. |

Banner
Hissflagge
Wappen der ehem. Gemeinde Opherdicke
Wappen der ehem. Gemeinde Hengsen
Wappen des ehem. Amtes Unna-Kamen

### Städtepartnerschaften
Holzwickede unterhält zwei Städtepartnerschaften. Die ältere besteht seit 1977/78 mit dem französischen Louviers. Seit 1986/87 besteht auch eine Städtepartnerschaft mit dem britischen Seebad Weymouth.
Zusätzlich unterhält die Gemeinde seit November 1990 auch eine Städtefreundschaft zur Stadt Colditz in Sachsen.
Alle Städtepartnerschaften werden von den lokalen Partnerschaftsvereinen aufrechterhalten. Die deutsch-französische Partnerschaft liegt in den Händen der Deutsch-Französischen Gesellschaft Holzwickede, besser bekannt als „Freundeskreis Holzwickede-Louviers“. Er ist mit über 250 Mitgliedern der größte Kulturverein Holzwickedes.

## Kultur und Sehenswürdigkeiten

### Natur

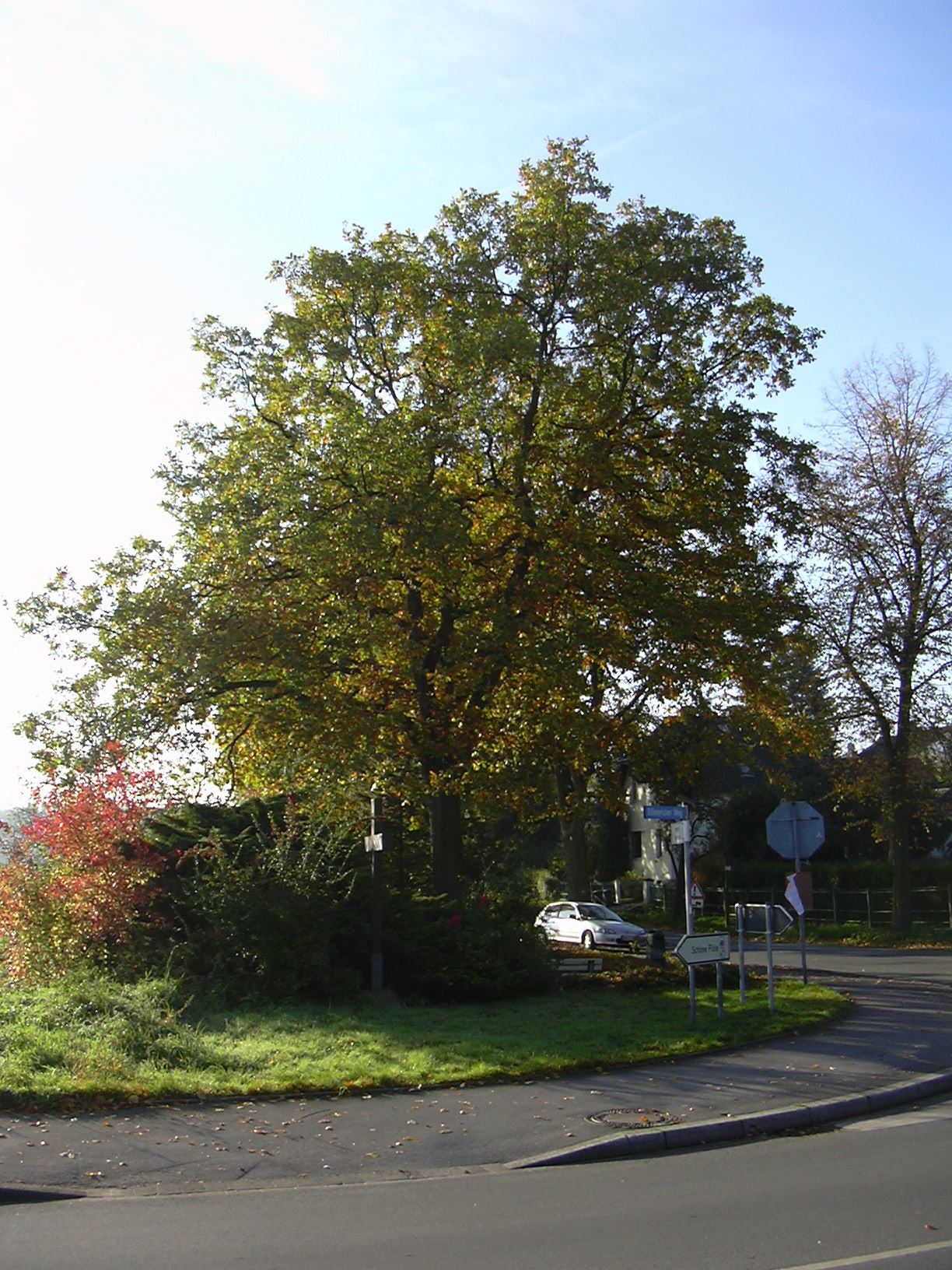
Der neue Hilgenbaum

Als Erstes zu nennen ist hier der Wappenbaum der Gemeinde Holzwickede, der Hilgenbaum. Östlich des alten Ortskernes stand früher eine uralte Eiche, die ihren Namen dadurch bekam, dass dort Nachrichtenzettel (Hilgen) angebracht wurden. Andere Quellen deuten den Namen als heiligen (= hilgen) Baum. Nachdem der historische alte Baum einem Feuer zum Opfer gefallen war, wurde Anfang des 20. Jahrhunderts an (fast) gleicher Stelle ein neuer Baum gepflanzt. Er befindet sich auf der SO-Seite der Kreuzung Massener Straße/Goethestraße, während der erste Hilgenbaum den Unterlagen nach „auf der Kreuzung“ stand.
Holzwickede beherbergt den Emscherquellhof mit der Emscherquelle. Der Hof wurde 2003 von der Emschergenossenschaft gekauft und instand gesetzt.
Die Schöne Flöte ist ein kleines Waldgebiet am Bachlauf des Holzwickeder Baches vom Freibad „Schöne Flöte“ nordwärts (längs der Trasse der A1) bis zur Quelle des Baches. Bis zur Querung der Holzwickeder Straße führt ein Wanderweg für Fußgänger und Radfahrer durch den Wald.
Das Bachtal des Holzwickeder Baches ist auch Teil des sehenswerten Historischen Bergbaurundwegs Holzwickede.

### Gebäude

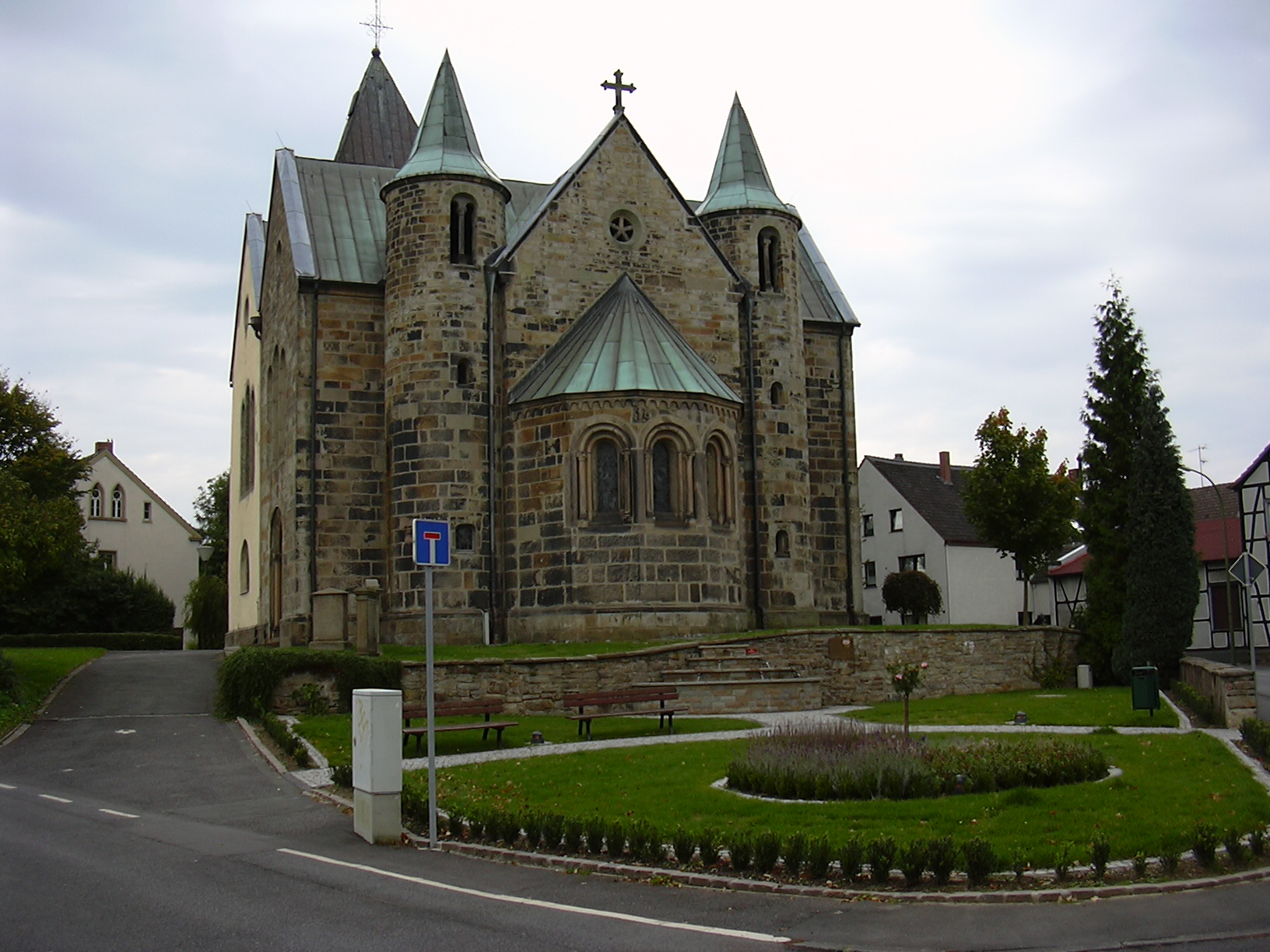
Evangelische Kirche Opherdicke

Besondere Gebäude sind vor allem im Ortsteil Opherdicke zu sehen. Die evangelische Kirche Opherdicke ist das älteste Gebäude der Gemeinde, eine romanische Kleinbasilika mit Entstehungszeitraum zwischen 1220 und 1250. Der Turm wird auf die Zeit vor der ersten Jahrtausendwende datiert.

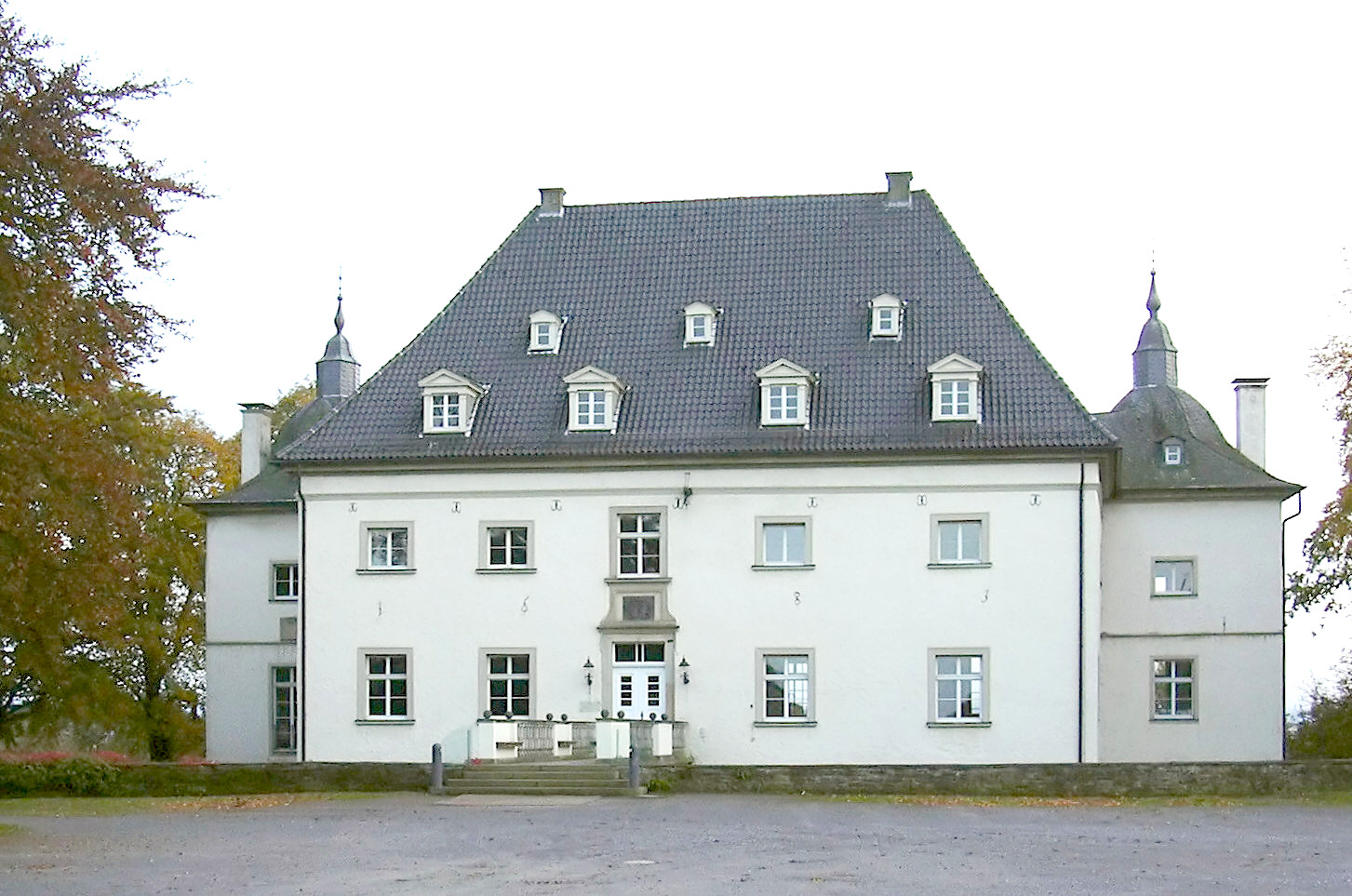
Haus Opherdicke

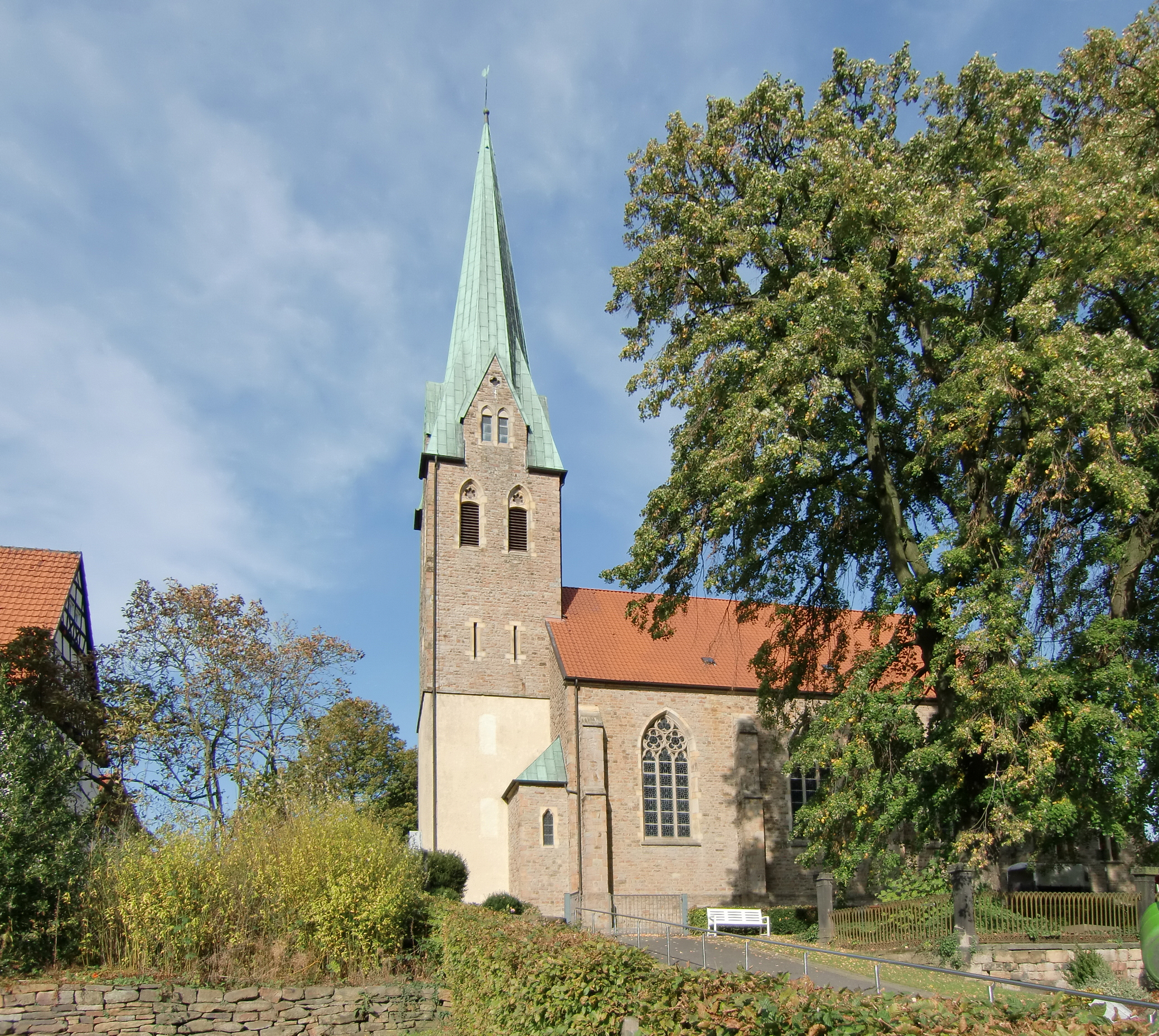
Katholische St.-Stephanus-Kirche Opherdicke

Etwas weiter östlich ebenfalls in Opherdicke liegt das Wasserschloss Haus Opherdicke, das nach abwechslungsreicher Geschichte im Juli 1980 in die Hände des Kreises Unna kam und nach erfolgreicher Restaurierung heute als Veranstaltungsort dient. Erste geschichtliche Erwähnung findet das Haus als Burg Opherdicke im Jahre 1182. Von 1663 bis 1687 wurde die alte Wasserburg umgebaut und erhielt ihre heutige Gestalt. Im 18. und 19. Jahrhundert entstanden die Wirtschafts- und Nebengebäude, die noch heute (2014) in unveränderter Form den Innenhof begrenzen. Letzter adliger Bewohner des Wasserschlosses war die aus Werl stammende Erbsälzerfamilie von Lilien.
Vom Haus Opherdicke offenbart sich dem Wanderer ein schöner Blick ins Tal der Ruhr.
Die katholische Liebfrauenkirche in der Ortsmitte wurde 1904 errichtet, 1907 folgte die evangelische Kirche am Markt. Beide Gebäude stehen seit 1984 unter Denkmalschutz.

### Denkmäler

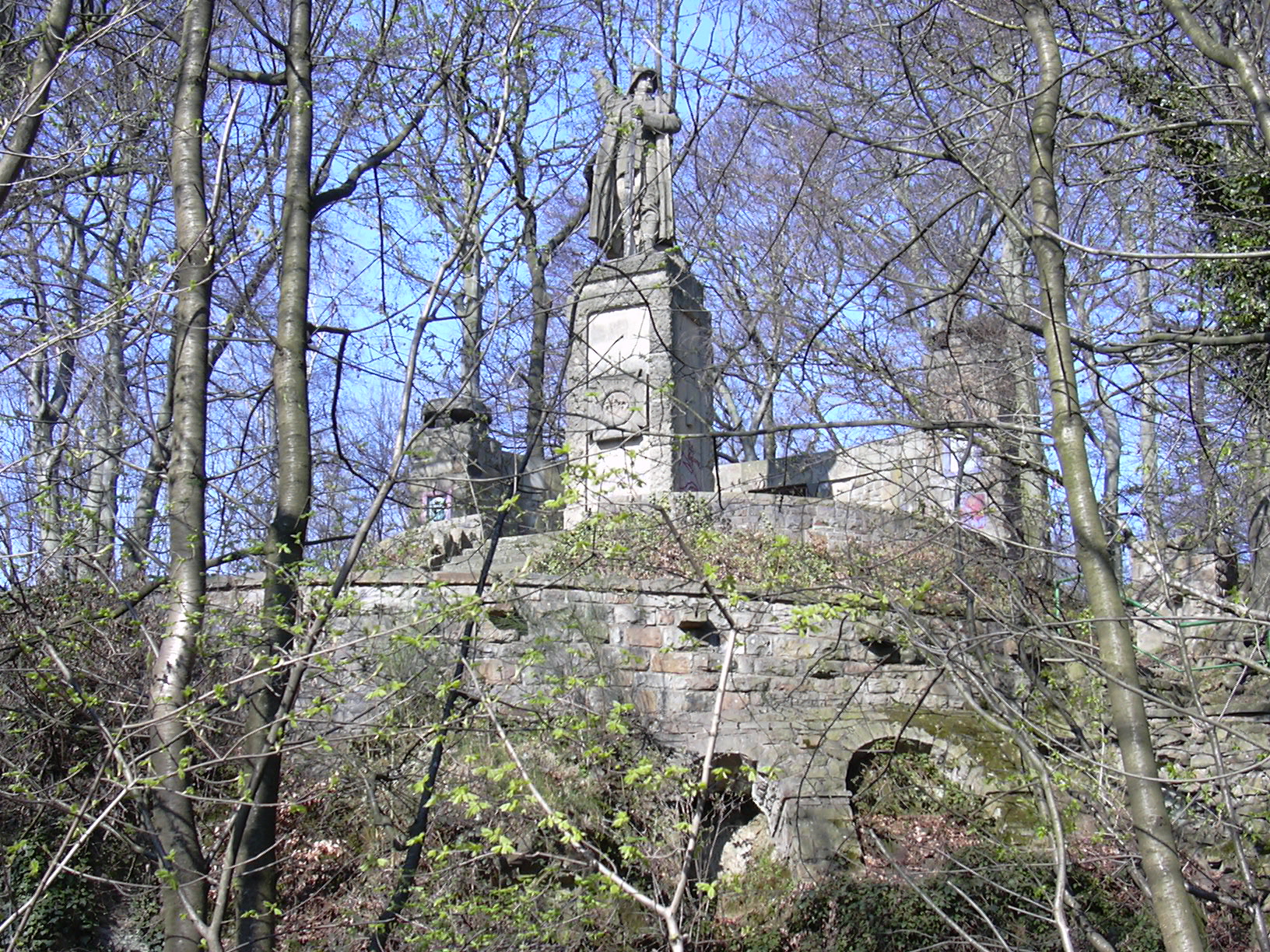
130er Denkmal am Kellerkopf

Im Südwesten des Gemeindegebiets befindet sich das 130er-Denkmal (auch Kellerkopfdenkmal). Am steilen Abhang des Kellerkopfes zum Ruhrtal hin wurde am 1. September 1929 das Regimentsdenkmal für die im Ersten Weltkrieg Gefallenen des 1. Lothringischen Infanterie-Regiments Nr. 130 (im Volksmund „130er“) eingeweiht.
Gebaut wurde diese Gedenkstätte nach einem Entwurf des Berliner Bildhauers Fritz Richter-Elsner von 1926 bis 1929 im Geiste der damaligen Zeit zu Ehren und zur Erinnerung an die gefallenen Soldaten des Regiments, unter denen sich viele einheimische Soldaten befanden. Initiator und Stifter des Denkmals war der 130er Soldatenverein, gebildet aus den überlebenden Angehörigen des Regiments.
Der Kellerkopf war für lange Zeit Ausflugsziel und Naherholungsgebiet. Heute findet lediglich zu Pfingsten eine größere Anzahl an Menschen zum Kellerkopf, denn seit 1979 feiert der Förderverein zur Erhaltung und Pflege des Kellerkopfdenkmals jeden Pfingstsonntag dort ein Friedensfest.
Das in den 1960er Jahren im Emscherpark errichtete Mahnmal gegen den Krieg, gestaltet vom in Unna lebenden Künstler Josef Baron, sollte ursprünglich nach dem Willen des Gemeinderats an einen anderen Standort innerhalb der Gemeinde versetzt werden. Nachdem sich der Künstler dagegen wandte, das Objekt an einen abgelegenen Ort zu verstecken, wurde 2009 eine Replik des Werks im Forum des Clara-Schumann–Gymnasiums errichtet. Das Original wurde im August 2009 zerlegt und 2012 in Munster in der Lüneburger Heide wieder aufgestellt.

### Sport
Holzwickede hat viele Sportvereine mit den unterschiedlichsten Aktivitäten. Der größte Erfolg einer Fußballmannschaft ist 1976 der Titel Deutscher Fußballmeister der Amateure der Spielvereinigung Holzwickede 1912/29 (HSV). Größter Sportverein ist die Turngemeinde Holzwickede mit etwa 1100 Mitgliedern. Die TGH ist ein Mehrspartensportverein, der die Sportarten Leichtathletik, Badminton, Ballspiele, Gerätturnen, Gymnastik und den Präventions-/Rehabilitationssport unter seinem Dach vereint.
Auf dem Haarstrang zwischen Hengsen und Opherdicke ist mit den Holzwickede Joboxers ein ehemaliger Baseball-Bundesligist in Holzwickede ansässig. Der Baseball in Holzwickede hat seinen Ursprung in der Stationierung US-amerikanischer Truppen in der Gemeinde (1960–1985).
Auf der Ruhrtalbahn veranstaltete der MSC Holzwickede Motorrad-Grasbahnrennen auf einem Gelände der Bundeswehr. Die Rennstrecke lag zwischen Dortmund und Unna.
In Holzwickede sind beim TTC 1950 Holzwickede auch Tischtennisaktive heimisch. Die 1. Mannschaft der Herren spielt derzeit in der Oberliga (vierthöchste Liga), in der auch der ehemalige Deutsche Meister im Doppel der Herren und im Einzel bei den Senioren Bernd Sonntag spielt.
Holzwickede hat auch einen Kanu-Verein, dessen Bootshaus allerdings in Fröndenberg an der Ruhr liegt.
Tennissport wird in Holzwickede intensiv betrieben. Der größte Verein ist der TuS Elch 1963 Holzwickede e. V., der mit 12 Außensandplätzen auf einer im Grünen gelegenen Tennisanlage im Holzwickeder Norden und etwa 300 Mitgliedern einer der größten Vereine in der Region ist.
Die DLRG-Ortsgruppe Holzwickede e. V. wurde im August 1958 gegründet und zählt mit rund 400 Mitgliedern zu den größten Gliederungen des DLRG-Bezirks Hellweg. Ihr Leitsatz „Jeder Nichtschwimmer ein Schwimmer, jeder Schwimmer ein Rettungsschwimmer“ spiegelt das Engagement für Schwimm- und Rettungsausbildung wider. Das vielfältige Angebot umfasst Kinderschwimmkurse, Trainingsgruppen für verschiedene Alters- und Leistungsstufen sowie Freizeitaktivitäten wie Kinobesuche und Ausflüge. Das Training findet im Winterhalbjahr in der Kleinschwimmhalle am Schulzentrum und im Sommerhalbjahr teilweise in der Freizeitanlage Schöne Flöte statt. Die Ortsgruppe engagiert sich zudem aktiv im Wasserrettungsdienst und leistet ehrenamtliche Wachstunden im Freibad.
Montanhydraulikstadion
Das Montanhydraulikstadion (früher Emscherstadion) ist die zentrale Wettkampfstätte für Fußballer, Leichtathleten und andere Freiluftsportler in Holzwickede. Mit einem Fassungsvermögen von rund 5000 Zuschauern ist es das größte im Kreis Unna. Es verfügt über eine überdachte Haupttribüne.
Bisheriger Höhepunkt seiner Geschichte war die Amateurmeisterschaft des SV Holzwickede 1976 sowie die Austragung des A-Länderspiels der Frauen gegen China in den späten 1990er Jahren. Die Amateure des BVB weichen in dieses Stadion aus, wenn ihr eigenes Stadion Rote Erde nicht zur Verfügung steht.

### Regelmäßige Veranstaltungen
- Seit 1979 feiert der Förderverein zur Erhaltung und Pflege des Kellerkopfmahnmals jeden Pfingstsonntag dort ein Friedensfest.
- Im Frühsommer am letzten Juni-Wochenende fand mit jump! bis 2007 das größte ehrenamtlich organisierte Fest in NRW, organisiert von der DLRG Holzwickede und vielen Helfern, im Holzwickeder Freibad, der „Schönen Flöte“ statt.
- Von 1999 bis 2012 veranstalteten die Holzwickede Joboxers im Holzwickeder Freibad jährlich mit summer splash eine in ganz Nordrhein-Westfalen bekannte Pool- & Cocktail-Party.[32]
- Seit 1951 feiert der Bürgerschützenverein 1865 e. V. an jedem ersten Sonntagswochenende im Juli sein Schützenfest – früher auf Haus Dudenroth, später auf dem Platz von Louviers und seit 2025 in und um die Rausinger Halle.
- Seit 2007 stellt Jörg Hegemann aus Witten jedes Jahr im Sommer in der alten Scheune von Haus Opherdicke deutsche und europäische Bluesmusiker auf dem Klavier (Boogie Woogie) mit ständig wachsender Beliebtheit vor.

## Wirtschaft und Infrastruktur
Seit etwa Mitte des 19. Jahrhunderts war Holzwickede vom Bergbau und Eisenbahn geprägt. Die Zeche Caroline war die letzte Zeche, die in Holzwickede noch gefördert hat. Auf dem ehemaligen Zechengelände entsteht seit 2006 ein Wohngebiet.
Im Norden der Gemeinde entsteht derzeit in unmittelbarer Nähe zum Flughafen Dortmund ein neues Gewerbegebiet. In Holzwickede befindet sich der Hauptsitz der Montanhydraulik GmbH, einem weltweit tätigen Hersteller von Hydrauliksystemen mit über 1.200 Mitarbeitern.
Die Gemeinde Holzwickede weist das höchste durchschnittliche Primäreinkommen je Einwohner im Kreis Unna auf. Im Landesvergleich belegte sie bezüglich des durchschnittlich verfügbaren Einkommens im Jahr 2016 die Rangziffer 29 unter den 396 Gemeinden in Nordrhein-Westfalen. Damit gehört Holzwickede zu den einkommensstärksten Gemeinden des Bundeslandes.

### Verkehr
Holzwickede ist über Straße, Schiene und durch die Luft zu erreichen.
Durch den Ort führen die Autobahnen A 44 (Aachen–Düsseldorf-Kassel) und A 1 (Puttgarden–Euskirchen–Saarbrücken).
An der A 44 existiert eine eigene Abfahrt für Holzwickede.
Außerdem führen durch Holzwickede die folgenden Bundes- (B) und Landesstraßen (L):
- Die B 1 mündet – von Dortmund kommend – an der Anschlussstelle Holzwickede in die A 44.
- Die L 673 verläuft nördlich der Ruhr und durchquert den Süden Holzwickedes. Sie führt vom Abzweig mit der L 675 in Hagen über Schwerte, Fröndenberg/Ruhr und über Wickede bis zur B 516 im Enser Ortsteil Bremen.
- Die L 677 beginnt an der L 821 und durchquert Holzwickede in Nord-Süd-Richtung. Über den Schwerter Ortsteil Geisecke erreicht sie schließlich die L 676 im Iserlohner Ortsteil Rheinen.
- Die L 678 beginnt an der A-1-Anschlussstelle Kamen-Zentrum in Verlängerung der von Norden kommenden B 233. Über Unna und Opherdicke führt sie nach Hengsen, wo sie an der L 677 endet.
- Die L 821 beginnt an der B 234 im Dortmunder Stadtteil Aplerbeck. In Holzwickede bildet sie die Nordgrenze nach Dortmund und Unna. Anschließend führt sie in nördlicher Richtung über Unna-Massen, Kamen-Methler und Bergkamen-Oberaden bis zur L 736 in Bergkamen-Heil.

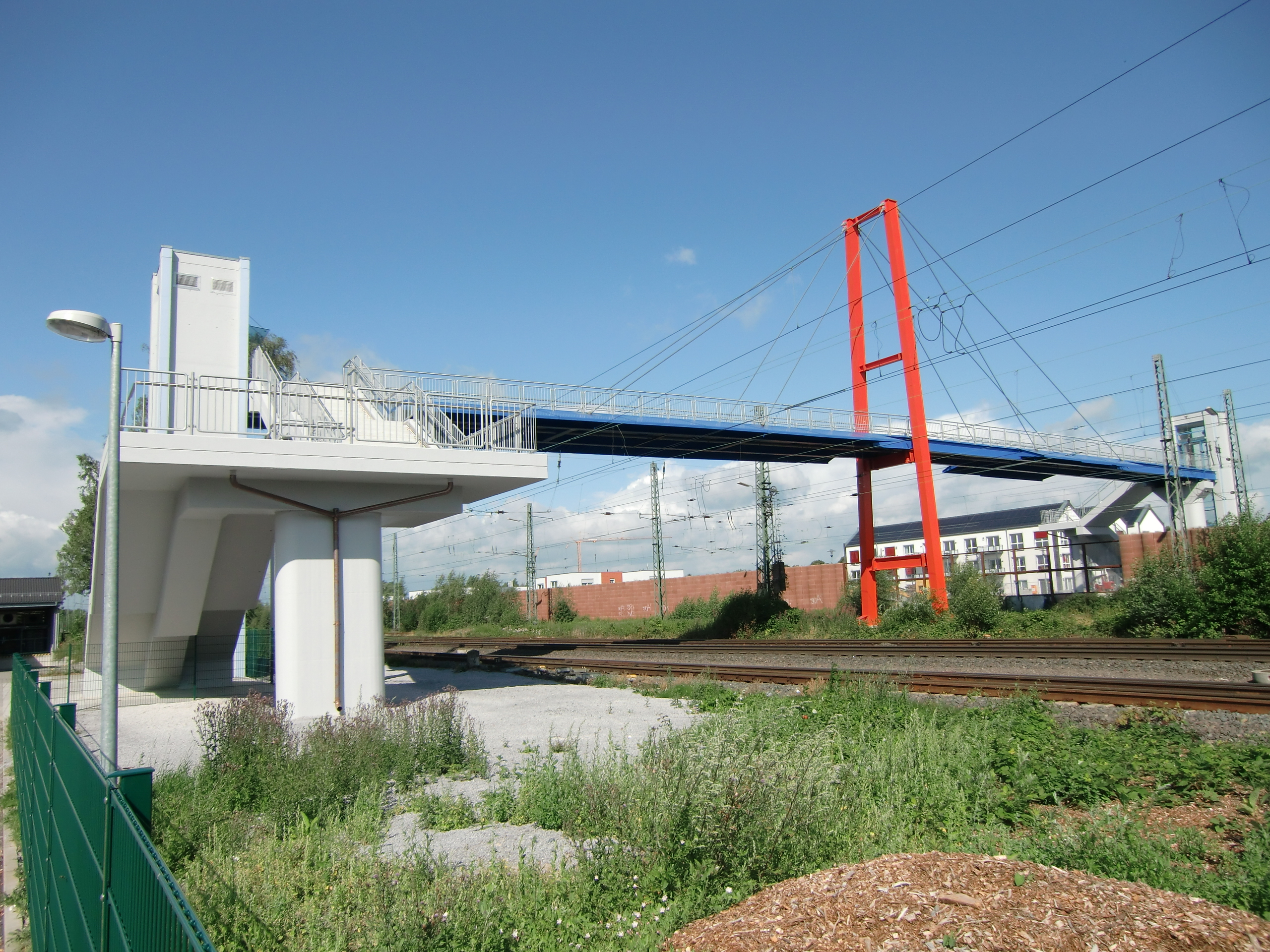
Fußgängerbrücke über DB-Gleise

Der Bahnhof Holzwickede/Dortmund Flughafen liegt an den Bahnstrecken Hagen–Hamm und Dortmund–Soest.
Der Busverkehr erfolgt im Rahmen der Verkehrsgesellschaft Kreis Unna.
Nördlich der Gemeinde liegt der Flughafen Dortmund, dieser ist fußläufig erreichbar. Vom Bahnhof Holzwickede verkehrt ein Pendelbus zum Flughafen.
Im Süden des Ortsteils Hengsen befindet sich das Segelfluggelände Hengsen-Opherdicke. Dort ist der Luftsportverein Unna-Schwerte e. V. beheimatet.

### Bildung
Die Gemeinde Holzwickede unterhält vier Grundschulen. Die katholische Aloysiusschule, die evangelische Dudenrothschule, sowie die Nordschule und die Paul-Gerhardt-Schule als Gemeinschaftsgrundschulen. Im Schulzentrum befinden sich das Clara-Schumann-Gymnasium und die Josef-Reding-Schule. Ferner beherbergt die Gemeinde die Karl-Brauckmann-Schule, eine Förderschule des Kreises Unna mit dem Förderschwerpunkt geistige Entwicklung.

### Medizinische Versorgung
Die medizinische Versorgung wird von den Krankenhäusern in Schwerte, Unna und Dortmund übernommen.

## Persönlichkeiten
Zu bekannten gebürtigen und mit der Gemeinde Holzwickede verbundene Persönlichkeiten gehören Personen aus Religion, wie beispielsweise Hermann Mandel, Theologe und Religionswissenschaftler, Personen der Wirtschaft, aus Kunst und Kultur, sowie Militär, Sport, Wissenschaft und Politik. Eine vollständige Liste, inklusive Bürgermeister und Ehrenbürger, findet sich im Hauptartikel.